# Acacia pteridifolia
Acacia pteridifolia é uma espécie de leguminosa do gênero Acacia, pertencente à família Fabaceae.